# ناتالی تالمج
ناتالی تالمِج (انگلیسی: Natalie Talmadge؛ ‏ زاده ۲۹ آوریل ۱۸۹۶ – درگذشته ۱۹ ژوئن ۱۹۶۹) بازیگر اهل ایالات متحده آمریکا بود.
از فیلم‌هایی که وی در آن نقش داشته‌است، می‌توان به تعصب، یک قهرمان روستایی و در غرب اشاره کرد.